# Homoneura lyrica
Homoneura lyrica är en tvåvingeart som först beskrevs av Speiser 1910.  Homoneura lyrica ingår i släktet Homoneura och familjen lövflugor.
Artens utbredningsområde är Tanzania. Inga underarter finns listade i Catalogue of Life.